# Здряговка
Здря́говка (укр. Здрягівка) – село, расположенное на территории Городнянского района Черниговской области (Украина) на правом берегу р. Мостище. Расположено в 15 км на восток от райцентра Городни. Население — 180 чел. (на 2006 г.). Адрес совета: 15133, Черниговская обл., Городнянский р-он, село Бутовка, ул. Ленина,56 , тел. 3-71-37. Ближайшая ж/д станция — Городня (линия Гомель-Бахмач), 12 км.